# 婉容
婉容（えんよう、1906年11月13日 - 1946年6月20日）は、満洲国の皇后。清最後の皇帝（宣統帝）にして満洲国皇帝（康徳帝）の愛新覚羅溥儀の正妃。実家の姓からゴブロ（郭布羅）皇后とも呼ばれる。

## 生涯

### 生い立ち

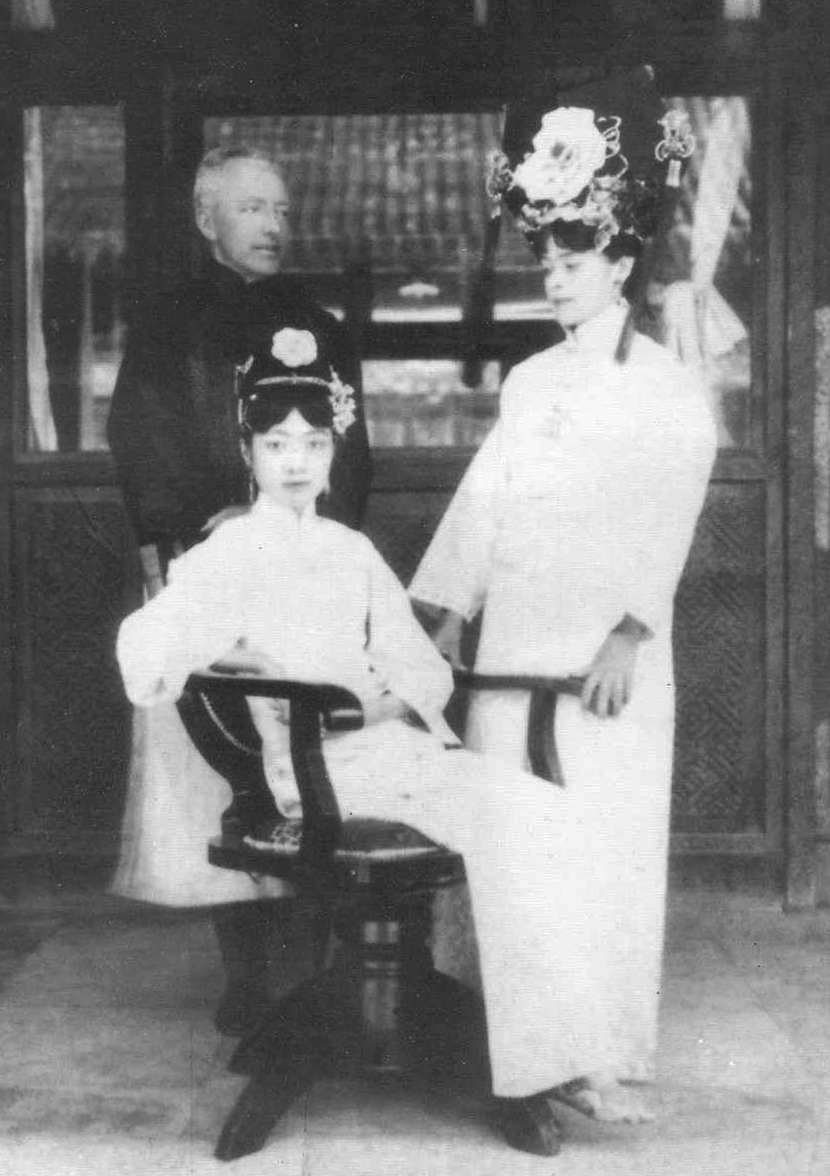
婉容とジョンストン（後左）、イザベル・イングラム（右）1924年6月

清王朝の支配階層を構成した旗人の家柄の出身で八旗の内、皇帝を旗王とする上三旗に列した正白旗所属のゴブロ氏（Gobulo hala、郭布爾、郭布羅、郭博勒）の栄源（Žung-yuwan、ルンユワン  1884年-1951年）の長女として、1906年に北京に生まれる。曾祖父は咸豊帝・同治帝・光緒帝の三代に仕え高級将官として定辺左副将軍（ウリヤスタイ将軍）、吉林将軍などを歴任した軍人の郭布羅長順（1839年-1904年）。北京市内に長順が建設し婉容が溥儀との婚姻前に家族で居住していた住居が現在も残り、「婉容故居」として北京市の文化財となっている。母は愛新覚羅毓長（乾隆帝の皇長子永璜の6世孫）の四女の愛新覚羅恒香。「婉容」という名と「慕鴻」という字は魏の詩人曹植の『洛神賦』の一節にある「其形也，翩若驚鴻．婉若遊龍。（飛ぶ姿はオオハクチョウのごとし、美しさは遊ぶ龍のごとし）」から名付けられた。母の恒香は婉容を出産後、間もなく産褥熱により亡くなり、栄源の四番目の妻であり、清末に軍機大臣を務めた愛新覚羅毓朗（恒香の父毓長の異母弟）の次女であり、恒香の従妹にあたる恒馨（漢名：金仲馨）により育てられた。継母である恒馨と婉容は大変睦まじい仲だったとされる。
父親の栄源は女性も男性と同様の教育を受けるべきである、という同時代の人物と比して進歩的な考えを持った人物であり、婉容自身、天津のミッション・スクールで西洋風の教育を受ける。

### 結婚と流転の日々
婉容が17歳の時、溥儀の正妻（皇后）として迎えられた。同時期に側室（淑妃）として文繡も溥儀の妻となる。当時、溥儀は紫禁城で西洋風の教育を受けており、スコットランド人家庭教師レジナルド・ジョンストンにより「ヘンリー」の英語名を持った。婉容にも中国生まれの米国人イザベル・イングラムが家庭教師となった。婉容はミッションスクールで「エリザベス」と呼ばれており、家庭教師達と溥儀と学んでいたときはこの英語名で呼ばれていた。
婉容は溥儀、文繡と多くの宦官や従者とともに紫禁城内で平穏な生活を送る。もっとも、溥儀との面会には互いの従者を通じて相手方の承諾が必要であるうえ、幼少期より大清皇帝の座にあり、「妻も妾も君主の奴隷」とみなしていた彼は、婉容に正室としての愛情を持って接することも同衾することもほとんどなく、また広い城内で淑妃である文繡と顔を合わせることもほとんどなかった。
1924年、北京政変により清室優待条件が破棄されると夫婦は紫禁城を追放され、各国からの保護も拒否される。その中で日本のみが溥儀らへの支援を表明し、天津の日本租界の張園へ、1929年にはさらに静園へ移住する。中国国内における内戦（国共内戦）の影響は天津には大きく及ばず、また紫禁城を離れたことで因習に囚われることなく、日本の関与が深まり外出に監視がつくようになるまで、夫妻は現代風で自由な生活を送った。
しかし、文繡が張園を脱出し離婚したのを機に、溥儀との夫婦仲は悪化してゆく。溥儀は文繡に対する愛情はなかったが、これは婉容が彼女を追い出した結果の離婚により、皇帝としての体面を貶められたと考えたためである。さらに溥儀は、紫禁城居住時から何度か試み、婉容の望みでもあった海外脱出を諦め、復辟に執心するようになる。そんな夫への鬱屈した気分を晴らそうとした婉容は阿片に手を出し、やがて中毒症状を示すようになっていく。

### 満洲国皇后として

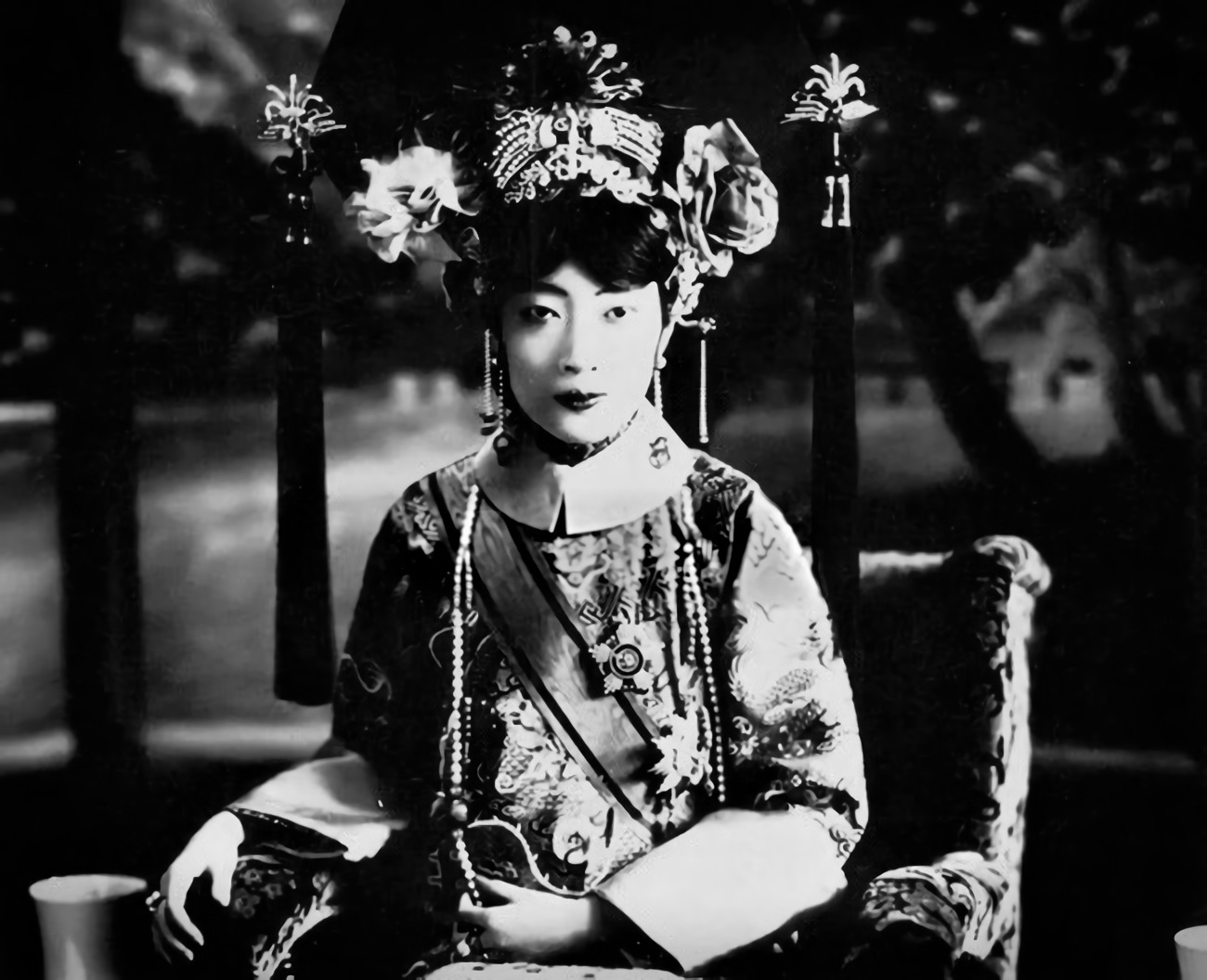
勲一等宝冠章を佩用した婉容

満洲事変勃発後の1931年暮れ、溥儀が日本陸軍から「大清帝国の復興である新国家（満洲国）」の皇帝となるよう要請を受け、これを受諾、天津を脱出して満洲へ移住する。静園から溥儀が去ったことを知った婉容は溥儀から満洲に来るよう求められるも、皇后の身分にも夫の元へも戻る意思がないと断った。しかし、関東軍の命を受けた金璧輝（川島芳子）が「皇帝が大連で亡くなったため葬儀に出席してもらいたい」と嘘をつき、満洲に連れ出した。
溥儀が2年間の執政を経て1934年3月1日に皇帝に即位すると、婉容もまた皇后となるが、皇后に相応しくないとみなす関東軍の意向により、公式の場に姿を見せることはほとんどなく、告天礼の儀式にも即位式にも参列することは叶わなかった。同年6月7日、訪満していた秩父宮雍仁親王による勲章伝達式に際しても、関東軍は婉容を謁見させたくなかったが、「伝達式には皇帝・皇后ともに出席すべし」との日本政府の主張により、例外的にこれを受け入れた。婉容は勲一等宝冠章受賞の儀式でもその後の宴でも、さらに12日に行われた満洲国皇帝による招宴の席でも、噂されていたような阿片中毒の症状を見せることはなく、健康そのものの様子で儀式に臨み、宴の女主人役を務めた。
しかし、自由のない閉塞的な暮らしと、皇后としての振る舞いも許されない状況下で阿片への依存は深まり、1935年頃には新しい衣料を購入することもなくなった。溥儀の弟・溥傑の妻であった嵯峨浩は、1937年秋頃の様子として、阿片中毒の影響から、婉容の食事の様子に異常な兆候があったと自伝に記している。
満洲国末期に婉容の姿を見た者によると、彼女はボロ同然のすり切れた服をまとい、髪は乱れたまま、化粧はおろか顔を洗うこともなくなり、阿片中毒と不健康な生活のため視力をほとんど失い、自力で立ち上がることすらできなかったという。ついには精神錯乱を来していたというが、相変わらず溥儀は手をさしのべることもなく、むしろ離婚と廃位を考えていたと言われる。

### 最期
日本の敗戦と満洲国の崩壊に伴い、溥儀が日本への亡命を企て逃亡した後、義妹の浩らわずかな親族や従者と共に取り残された彼女は、ソ連・モンゴル連合軍とともに満洲にやってきた八路軍に逮捕され各地を転々とし、通化では通化事件に巻き込まれる。
浩は自伝の中で、吉林の留置場での様子を次のように記している。
このような状態の婉容を見に、刑吏や八路軍幹部らが監獄に集まってくるさまを、浩は同書の中で「動物園のようでやりきれない思いだった」と述懐している。
さらに吉林省延吉では、浩が久々に見えた婉容の様子を次のように記している。
その後、親族や従者と引き離され、釈放の許可が出たものの、引き取り手がなかったため、軍の移動に伴い留置所や刑務所を転々とする。延吉の監獄内で、阿片中毒の禁断症状と栄養失調による衰弱が進むが、「どうせ死ぬのだから」と、苦痛を和らげる阿片はもちろん水すらも与えられず、やがて世話に訪れた浩のことも分からなくなり、孤独の内に死亡したといわれる。死地については延吉からさらに移送された図們とする説（嵯峨浩）、敦化とする説（中央社報による新聞記事）がある。
婉容死去の知らせを溥儀は3年後に拘留先のソ連で受けた。その後、溥儀は自伝『我的前半生』（邦題『わが半生』）の中で、「私が彼女について知っているのは、吸毒（中国語で麻薬使用の意）の習慣に染まったこと、許し得ない行為があったことぐらいである」とだけ書いている。
1995年、河北省易県にある清朝の歴代皇帝の陵墓、清西陵の近くの民間墓地「華龍皇園」の経営者が墓地の知名度を上げるため、1962年に溥儀と再婚しその死を看取った李淑賢に彼の墓を作ることを提案。これに同意した淑賢によって溥儀の遺骨は同墓地に移された。また、後に溥儀の墓のそばに婉容と譚玉齢の墓も造られたが、婉容の遺骨は見つかっていないため、縁の品のみが収められている。2004年、愛新覚羅家により孝恪愍皇后の諡号が贈られた。

## 家族
兄の郭布羅潤良（1904年-?）は溥儀・溥傑の妹愛新覚羅韞瑛と結婚し、弟の郭布羅潤麒（1912年7月8日-2007年6月6日）も同じく溥儀・溥傑の妹である愛新覚羅韞穎（三格格）と結婚している。

## 醜聞
婉容は満洲国皇后時代に娘を出産した。婉容は溥儀の子であると主張したが、溥儀はこれを認めず不義であると責め、相手を問いただしたが、婉容は黙秘を貫き、不義を疑われた2人の元侍従が放逐された。上記の自伝にある「許し得ない行為」とは、このことを指していると考えられている。しかし、産まれた娘はすぐに彼女の前から消えた。婉容本人には「親族の手で育てられる」と伝えられたが、実際は溥儀の命を受けた従者がその子を、生まれてから1時間足らずのうちにボイラーに放り込んで殺害していた。

## 関連作品

### 書籍
- 入江曜子『我が名はエリザベス　―満洲国皇帝の妻の生涯 単行本』筑摩書房〈筑摩叢書〉、1988年8月。
  - 入江曜子『我が名はエリザベス』筑摩書房〈ちくま文庫〉、2005年10月。ISBN 4-480-42152-1。

### 映画
- 悲劇の皇后 ラストエンプレス（1985年、演：潘虹）
- 火龍（1986年、演：マーガレット・リー）
- ラストエンペラー（1987年、演：ジョアン・チェン）

### テレビドラマ
- ラストエンペラー（1988年、演：羅歴歌）
- 流転の王妃・最後の皇弟（2003年、演：劉丹）
- 男装の麗人〜川島芳子の生涯〜（2008年、演：星野真里）

| 清朝皇室      | 清朝皇室                       | 清朝皇室                      |
| ------------- | ------------------------------ | ----------------------------- |
| 先代 隆裕皇后 | 皇后 （名目上）1922年 – 1924年 | 次代 〔孝睿愍皇后（李淑賢）〕 |